# Landschaftspark Region Stuttgart
Der Landschaftspark Region Stuttgart ist das zentrale Element des Verbands Region Stuttgart zur Freiraumentwicklung. Der Verband wertet Natur und Landschaft der Region Stuttgart gemeinsam mit den Kommunen durch konkrete Maßnahmen gezielt auf. Ziel ist es, ein durchgängiges Netz an Erholungsangeboten, aber auch ökologisch wertvollen Naturräumen zu schaffen.

## Konzept
Natur und Landschaft sind in der hochverdichteten Region Stuttgart unverzichtbare Basis für Naherholung, Land- und Forstwirtschaft sowie den ökologischen und klimatischen Ausgleich. Rund drei Viertel der Region sind nicht bebaut und – aufgrund der bewegten Topografie – eng mit den Siedlungsbereichen verwoben. Daher sind die Erholungsmöglichkeiten im Freien überall schnell zu erreichen. Charakteristisch ist die bemerkenswerte landschaftliche Vielfalt, die Flusstäler mit Weinberghängen, Streuobstwiesen, Felder, Heiden und Wälder bietet.
Diese besonderen Freiraumqualitäten haben großen Anteil an der hohen Attraktivität der Region als Wohn- und Wirtschaftsstandort und sind ein gewichtiger Pluspunkt im globalen Wettbewerb um Fachkräfte und Unternehmen. In einer in den Jahren 2013 und 2018 durchgeführten repräsentativen Bürgerumfrage zu regionalen Stärken und Schwächen erhielt der Standortfaktor Natur und Landschaft mit Abstand die beste Bewertung. Gemeinsam gilt es also – für Kommunen und Region –, sich aktiv und über die reine Flächensicherung hinaus für die Weiterentwicklung dieses Potenzials einzusetzen. Natur und Landschaft, Grünflächen und Parks bilden die (blau-)grüne Infrastruktur. Sie ist mit derselben Aufmerksamkeit zu entwickeln wie die graue Infrastruktur.
Mit dem Landschaftspark Region Stuttgart verfügt der Verband Region Stuttgart über ein wirksames Konzept, um gemeinsam mit den Kommunen diese (blau-)grüne Infrastruktur aktiv zu planen und zu qualifizieren sowie gemarkungsübergreifend ein durchgängiges Netz an Erholungsangeboten, aber auch ökologisch wertvollen Naturräumen zu schaffen. Dabei gilt es, die vielfältigen, teils konkurrierenden Ansprüche und Interessen an den verbliebenen Freiraum miteinander zu verknüpfen und die Flächen multifunktional zu entwickeln.
Die Umsetzung basiert auf zwei Bausteinen: der Erstellung von Masterplänen und der Vergabe von Projektzuschüssen im Rahmen einer Kofinanzierung.
Die beiden Farbbänder im Logo repräsentieren die Flüsse (blau) und Landschaften (grün) in der Region Stuttgart und zeigen das enge Zusammenspiel der blau-grünen Infrastruktur. Sie symbolisieren gleichzeitig den ortsübergreifenden Ansatz durchgängiger Freiräume.

## Masterpläne
Für charakteristische Landschafts- und Erholungsräume wurden seit 2006 umsetzungsorientierte Masterpläne erstellt, die zukünftige Handlungsschwerpunkte bis hin zu konkreten Projektideen für die Sicherung und Entwicklung der vorhandenen landschaftlichen Qualitäten umfassen. Die Inhalte wurden in enger Kooperation zwischen den beteiligten Städten und Gemeinden, relevanten Akteuren und Stakeholdern sowie dem Verband Region Stuttgart erarbeitet. Diese starke lokale und regionale Verankerung ist ein Grund für den großen Zuspruch.
Im Auftrag des Verbands wurden bislang sieben Masterpläne erarbeitet:
- Masterplan Neckar, 2006–2008
- Masterplan Rems, 2006–2007
- Masterplan Limes, 2007–2009
- Masterplan Fils, 2009–2012
- Masterplan Albtrauf, 2009–2011
- Masterplan Murr/Bottwartal, 2012–2014
- Masterplan Schönbuch, 2014–2017

In enger Anlehnung an die partizipativen Planungsverfahren der Masterpläne entstand zwischen 2010 und 2012 im Auftrag des kommunalen Arbeitskreises Filder der Rahmenplan Filder. Aufgrund der konzeptionellen und inhaltlichen Nähe wird er dem Gesamtkonzept Landschaftspark Region Stuttgart zugeordnet. Als konzeptioneller Vorläufer gilt der 2001 erarbeitete Entwurf zum Glemspark mit grünem Strohgäu, der jedoch noch ohne Einbindung der lokalen Akteure, Städte und Gemeinden entstanden ist.
Die Masterpläne können auch dazu dienen, darüberhinausgehende Ansätze für interkommunale Zusammenarbeit im Bereich der Freiraumplanung zu erproben. So entfaltete der Masterplan für das Remstal weitreichende Wirkung, denn dieser gab den Impuls zur Durchführung der interkommunalen Remstal Gartenschau 2019. Von der Quelle bis zur Mündung gestalteten 16 Städte und Gemeinden mit Unterstützung durch Land, zwei Landkreise und zwei Regionen gemeinsam einen „unendlichen Garten“. Ziel war es, das Remstal als Wohnort für 330.000 Menschen aufzuwerten und als Erholungsraum zu etablieren.

## Kofinanzierungsprogramm
Wesentlicher Motor für die Umsetzung ist die Kofinanzierung ausgewählter Projekte. Dazu lobt der Verband Region Stuttgart jährlich 1,5 Millionen Euro im Rahmen eines Wettbewerbs aus. Alle Städte und Gemeinden in der Region können sich mit Projektideen beteiligen. Bezuschusst werden bis zu 50 Prozent der Kosten, den Rest finanzieren die Städte und Gemeinden selbst. Eine wichtige Quelle ist teilweise auch die Einbindung von Drittmitteln.
Die kofinanzierten Maßnahmen spiegeln ein breites Spektrum wider – von der Qualifizierung regionaler Rad- und Wanderwege über den Bau von Aussichtspunkten und Aufenthaltsbereichen am Wasser bis hin zu ökologischen Aufwertungen. Die bis heute in die Kofinanzierung aufgenommenen rund 260 Projekte verteilen sich ausgewogen über die Region. Dafür investierte der Verband Region Stuttgart seit 2005 rund 22 Millionen Euro.

## Geschichte und gesetzliche Grundlagen
Die wesentlichen Schritte auf dem Weg zur heutigen Praxis waren das 1994 veröffentlichte Gutachten Landschaftspark Mittlerer Neckar Region Stuttgart und die ersten daran anschließenden teilräumlichen Vertiefungen zwischen 1995 und 2002 für das Neckartal und die Filder, die Verankerung im Regional- und Landschaftsrahmenplan Ende der 1990er Jahre, die gesetzliche Aufnahme des Landschaftsparks in den verpflichtenden Aufgabenkatalog des Verbands sowie fünf Jahre später die Übertragung der freiwilligen Trägerschaft. Die enge Verknüpfung von Planung und Finanzierung ist einmalig in Baden-Württemberg und wesentlich für die hohe Wirksamkeit des Landschaftsparks Region Stuttgart – sichtbar und erlebbar durch eine Vielzahl an realisierten Projekten und mit spürbarem Mehrwert für Mensch, Natur und Klima.

## Mitgliedschaft bei KORG
Die Konferenz der Regionalparks und Grünen Ringe (KORG) ist ein seit 2012 bestehendes informelles Netzwerk von (Stadt)Regionen auf Bundesebene. Die Mitglieder der Konferenz setzen sich für die Qualifizierung und Stärkung des Freiraums in Deutschland ein und haben in den vergangenen Jahrzehnten strategische Freiraumstrategien in Form von Regional- und Landschaftsparks, Grünen Ringen oder Grüngürteln aufgebaut und etabliert.